# Wilhelma (Jafa)
Wilhelma (arab. ولهلمه) – nieistniejąca już arabska wieś, która była położona w Dystrykcie Jafy w Mandacie Palestyny. Wieś została wyludniona i zniszczona podczas I wojny izraelsko-arabskiej, po ataku Sił Obronnych Izraela w dniu 10 lipca 1948.

## Położenie
Wilhelma leżała na wschodnim krańcu nadmorskiej równiny Szaron. Według danych z 1945 do wsi należały ziemie o powierzchni 9 508 ha.
| własność gruntów | powierzchnia gruntów (hektary) |
| ---------------- | ------------------------------ |
| Arabowie         | 8 989                          |
| Żydzi            | 0                              |
| publiczne        | 519                            |
| Razem            | 9 508                          |

| Rodzaj użytkowanych gruntów | Arabowie (hektary) | Żydzi (hektary) |
| --------------------------- | ------------------ | --------------- |
| uprawy cytrusów             | 1 249              | 0               |
| uprawy nawadniane           | 566                | 0               |
| uprawy zbóż                 | 6 330              | 0               |
| nieużytki                   | 592                | 0               |
| zabudowane                  | 771                | 0               |

## Historia
W 1936 na południowy zachód od wsi Brytyjczycy wybudowali dużą bazę lotniczą Lidda, która początkowo nazywała się Wilhelma, potem Lidda i RAF Lydda, a obecnie jest to Port lotniczy Ben Guriona.
Decyzją rezolucji Zgromadzenia Ogólnego ONZ nr 181 z 29 listopada 1947, wieś Wilhelma miała znajdować się w państwie arabskim w Palestynie. Na początku I wojny izraelsko-arabskiej w maju 1948 wieś zajęły arabskie milicje, które atakowały żydowską komunikację w okolicy. Na samym początku operacji Danny w dniu 10 lipca 1948 wieś zajęli izraelscy żołnierze. Zmusili oni wszystkich mieszkańców do opuszczenia wioski, a domy wysadzili.

## Miejsce obecnie
Na miejscu wioski Wilhelma powstała w 1948 moszaw Bene Atarot.